# Kamień runiczny z Kalleby

Kamień runiczny z Kalleby

Kamień runiczny z Kalleby (Bo KJ61 $U) – kamień runiczny pochodzący z około 400 roku, znajdujący się w gminie Tanum w prowincji historycznej (landskap) Bohuslän w Szwecji.
Głaz ma 2,1 m wysokości. Dokładne jego pochodzenie jest nieznane. Obecnie stoi przed kościołem Tanum (Tanums kyrka) w Tanumshede, gdzie został przeniesiony pod koniec XIX wieku. Wcześniej służył jako część kładki na rzece. Na kamieniu wyryta jest pionowa inskrypcja o treści þrawijan hatinaR was, której odczyt jest niepewny. Przypuszczalne znaczenie tekstu to „nazwany/wezwany pragnieniem (?)”.